# Komplementär
Komplementär är en fysisk person eller juridisk person som ansvarar för ett kommanditbolags samtliga skulder, det vill säga har ett obegränsat ansvar. Vissa typer av juridiska personer, stiftelser och ideella föreningar, får dock inte vara komplementärer.
Andra delägare, kommanditdelägare, ansvarar endast för sin egen insats (minimum 1 kr).